# The Four Pennies
The Four Pennies was een Britse popgroep, opgericht in 1963 in Blackburn (Lancashire). De groep had één nummer 1-hit in de Britse hitparade: Juliet, en drie kleinere hits. In 1967 viel de groep uit elkaar.

## Samenstelling
De leden van de groep waren:
- Lionel Morton, gitaar en zang
- Fritz Fryer (volledige naam David Roderick Carney Fryer), gitaar
- Mike Wilsh, basgitaar, piano en zang
- Alan Buck, drums

Fritz Fryer verliet eind 1965 de groep, maar keerde begin 1966 terug. In die korte tijd werd hij vervangen door David Graham.
Alan Buck en Fritz Fryer zijn inmiddels overleden, respectievelijk in 1994 en 2007.

## Carrière
The Four Pennies heetten oorspronkelijk The Lionel Morton Four. Lionel Morton was al een ervaren zanger, die had gezongen in een jongenskoor. De groep veranderde zijn naam in The Four Pennies tijdens een brainstormsessie boven de platenzaak van een vriendin in Penny Street, Blackburn.
Hoewel de groep vaak ‘beatgroep’ werd en wordt genoemd, volgden maar een paar nummers (zoals Miss Bad Daddy, de achterkant van hun debuutsingle Do You Want Me To) het patroon van de Merseybeat. De meeste nummers van The Four Pennies waren melodieuze ballads. Vier daarvan haalden de Britse Top-30:
- Juliet, dat eind mei 1964 voor één week op de eerste plaats stond. Het nummer was oorspronkelijk de achterkant van Tell Me Girl, maar er bleek veel meer vraag naar Juliet te zijn.
- I Found Out the Hard Way bracht het medio 1964 tot nummer 14.
- De eerste twee hits waren door de leden van de groep zelf geschreven. Hun derde hit, Black Girl, was een coverversie van In the Pines van Lead Belly. Het kwam eind 1964 tot nummer 20.
- Until It's Time for You to Go was een nummer van de Canadese singer-songwriter Buffy Sainte-Marie. Het nummer haalde eind 1965 de negentiende plaats. In 1970 zette Neil Diamond een nieuwe versie op de plaat, en in 1972 Elvis Presley.

Volgende platen haalden de Britse Top-30 niet. Begin 1967 hield de groep het voor gezien.
Lionel Morton ging na een korte solocarrière verder als televisiepresentator en zanger in  musicals. Zo zong hij de hoofdrol in Jesus Christ Superstar. Ook speelde hij de rol van Tony in West Side Story. Hij was enige jaren getrouwd met de actrice Julia Foster.
Fritz Fryer werkte later als platenproducent, onder andere voor Motörhead. Mike Wilsh werd studiomuzikant en Alan Buck trad in dienst bij een uitgeverij.
Buiten Groot-Brittannië genoot de groep weinig bekendheid. In de Verenigde Staten werd geen enkele plaat van de groep een hit. In Nederland evenmin.

## Optredens in films
The Four Pennies zijn te zien in twee films:
- Pop Gear (1965), een film die een lange reeks Britse popartiesten laat zien, die elk een of twee nummers brengen, bijna allemaal playback. The Four Pennies playbacken Juliet en Black Girl.
- British Big Beat of Go-Go Big Beat is een soortgelijke film uit hetzelfde jaar, maar met een andere selectie artiesten. The Four Pennies playbacken Juliet.

## Fritz, Mike and Mo
Fritz Fryer was een paar maanden weg uit de groep. In die tijd bracht hij samen met Mike Deighan and Maureen (‘Mo’) Evans twee singles uit in een folk-achtige stijl: Someone Stole the Sun en What Colour Is a Man. Het trio noemde zich Fritz, Mike and Mo. De platen deden niets en Fryer keerde terug naar The Four Pennies.

## Een naamgenoot
De Amerikaanse meidengroep The Chiffons bracht een paar platen uit onder het pseudoniem The Four Pennies.

## Discografie

### Singles
- november 1963: Do You Want Me To / Miss Bad Daddy
- maart 1964: Juliet / Tell Me Girl
- juni 1964: I Found Out the Hard Way / Don't Tell Me You Love Me
- oktober 1964: Black Girl / You Went Away
- april (?) 1965: A Way of Love / A Place Where No One Goes
- oktober 1965: Until It's Time for You to Go / Till Another Day
- februari 1966: Trouble Is My Middle Name / Way Out Love
- juni (?) 1966: Keep the Freeway Open / Square Peg
- oktober 1966: No Sad Songs For Me / Cats

### Ep's
- 1964: The Four Pennies:
  - Miss Bad Daddy, Running Scared, San Francisco Bay, I Found Out the Hard Way
- 1964: Spin With The Pennies:
  - When Will I Be Loved, My Prayer, You’ve Got It, Juliet
- 1965: The Swinging Side of The Four Pennies:
  - Da doo ron ron, Why Do You Cry?, Pony Time, Claudette
- 1965: The Smooth Side of The Four Pennies:
  - Sweeter Than You, Now We Are Through, Love’s Journey, If You Love Me

### LP’s
- 1965: Two Sides of The Four Pennies:
  - Da Doo Ron Ron, Sweeter Than You, Claudette, If You Love Me, Do You Want Me To, Love’s Journey, You Went Away, Will You Love Me Tomorrow?, Now We Are Through, Pony Time, Come to Me, Why Do You Cry?
- 1966: Mixed Bag:
  - Cryin’ Inside, Look Down, I’m on My Own, She Didn’t Say Yes, It Is No Secret, Iko Iko, Without Love, Try to Find Another Man, Maracabamba, Stewball, All My Sorrows, Someday Soon, Wild Goose, Let It Be Me

Beide lp’s zijn in 1997 opnieuw uitgebracht op cd.

### Verzamel-cd
- 1996: The World of The Four Pennies (Spectrum Music 551 101-2):
  - Juliet, Black Girl, Keep the Freeway Open, I Found Out the Hard Way, Tell Me Girl, Till Another Day, If You Love Me, Miss Bad Daddy, You Went Away, Running Scared, Love’s Journey, No Sad Songs For Me, Square Peg, Sweeter Than You, Way Out Love, Trouble Is My Middle Name, Now We Are Through, San Francisco Bay, Do You Want Me To, Until It's Time for You to Go

Deze cd is ook uitgebracht met een ander boekje onder de titel The Very Best of the Four Pennies.